# Домпри
Домпри́ (фр. Domprix) — коммуна во французском департаменте Мёрт и Мозель, региона Лотарингия. Относится к  кантону Одюн-ле-Роман.	

## География

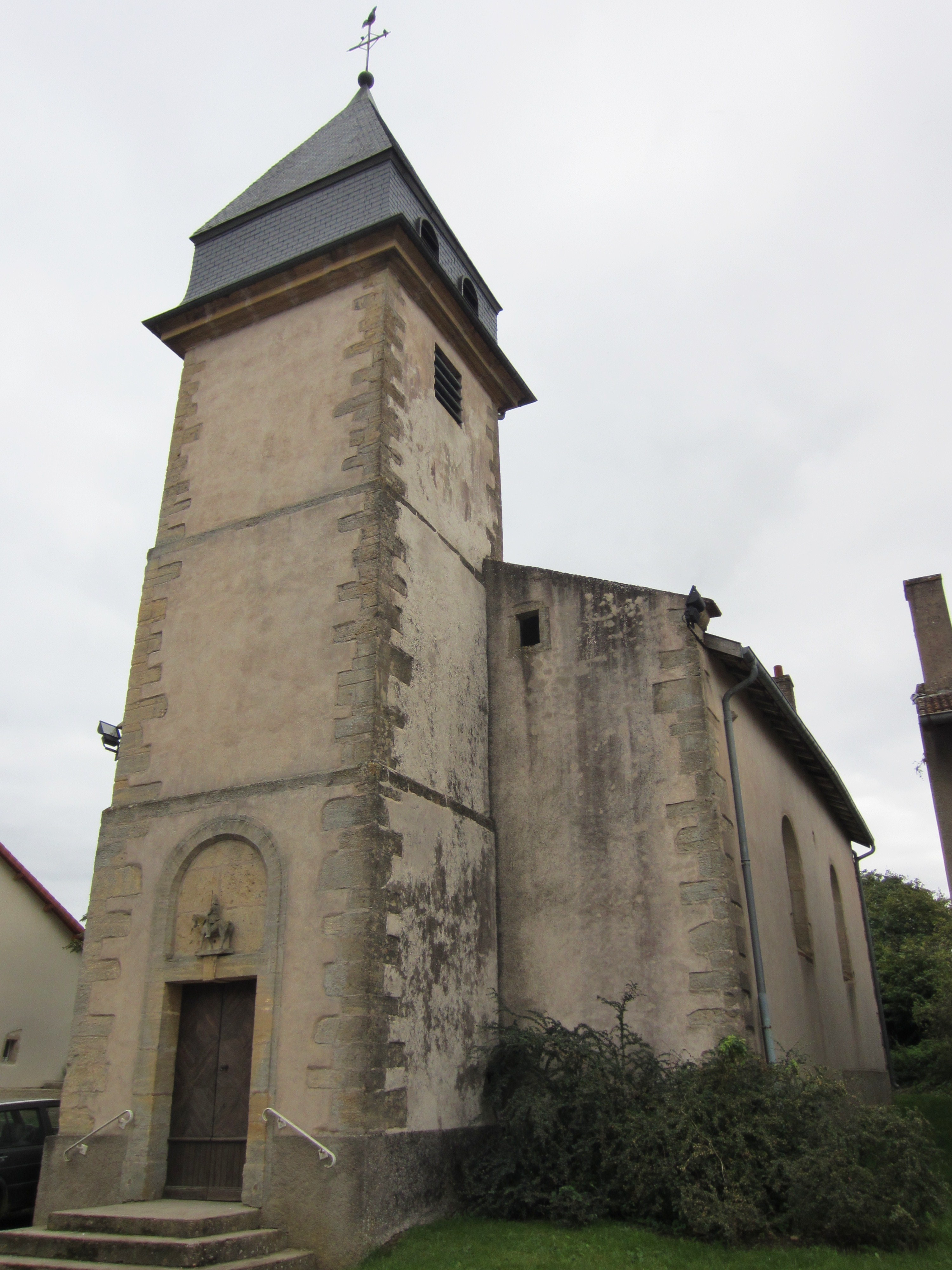
Церковь святого Николая.

Домрпи расположен в 39 км к северо-западу от Меца. Соседние коммуны: Ксиври-Сиркур на севере, Прётен-Иньи на северо-востоке, Мюрвиль, Ландр и Мон-Бонвиллер на востоке, Пьенн на юго-востоке, Авиллер на юго-западе, Ольер на западе.

## Демография
Население коммуны на 2010 год составляло 65 человек.
| 1962 | 1968 | 1975 | 1982 | 1990 | 1999 | 2010 |
| ---- | ---- | ---- | ---- | ---- | ---- | ---- |
| 105  | 100  | 105  | 95   | 65   | 59   | 65   |